# Resolución 2334 del Consejo de Seguridad de las Naciones Unidas
La resolución 2334 del Consejo de Seguridad de las Naciones Unidas, adoptada el 23 de diciembre de 2016, se refiere a la situación de los asentamientos israelíes en los territorios palestinos ocupados desde 1967, incluyendo Jerusalén Este. La resolución, de obligado cumplimiento para todos los países miembros de la ONU al ser vinculante, afirma que dichos asentamientos «no tienen validez legal» y los califica como una «flagrante violación» del derecho internacional, demandando a Israel detener tales actividades y cumplir escrupulosamente las obligaciones y responsabilidades jurídicas que le incumben como «poder ocupante» en virtud del Cuarto Convenio de Ginebra relativo a la Protección debida a las Personas Civiles en Tiempo de Guerra, del 12 de agosto de 1949.
La resolución tuvo 14 votos a favor y una abstención por parte del Gobierno de Estados Unidos. La medida fue aprobada por otros gobiernos de Europa Occidental, así como Amnistía Internacional y J-Street. El Gobierno de Israel y el portavoz del Partido Republicano de Estados Unidos criticaron duramente al gobierno estadounidense por no vetar la resolución. Asimismo, el Gobierno de Israel retiró los embajadores en Nueva Zelanda y Senegal, y canceló visitas de autoridades de dichos países y de Ucrania.

## Antecedentes
Los asentamientos israelíes son colonias construidas por Israel a partir de 1967 en territorios palestinos ocupados durante la Guerra de los Seis Días. La Resolución 2334 se ocupa de estos asentamientos, específicamente de aquellos en Cisjordania y Jerusalén Este. El Cuarto Convenio de Ginebra califica como ilegal el traslado de población y el establecimiento de asentamientos en territorios adquiridos por la fuerza, y bajo este supuesto, diversos países consideran como ilegales los asentamientos israelíes. Esta calificación es rechazada por Israel.
En febrero de 2011, bajo la administración de Barack Obama, los Estados Unidos utilizaron su poder de veto para bloquear la aprobación de una resolución que pretendía condenar la política israelí de colonización en los territorios palestinos. Pese a ello, durante su periodo de gobierno la construcción de asentamientos se incrementaron. En las semanas finales de su mandato, diversos medios especularon que la administración Obama podría tomar algunas acciones en relación con la cuestión entre Israel y Palestina, en particular el permitir la aprobación de una resolución sobre la materia en el Consejo de Seguridad de la ONU. Asimismo, en este contexto, el expresidente de Estados Unidos Jimmy Carter solicitó públicamente a Obama que reconociera al Estado Palestino antes de dejar el cargo.

## Aprobación
El borrador de la resolución fue originalmente propuesto por Egipto, sin embargo, el 22 de diciembre el presidente electo de Estados Unidos Donald Trump se comunicó con el dictador egipcio, Abdel Fattah el Sisi, para pedirle que retirara la propuesta, lo cual en efecto ocurrió. Luego trascendió que había existido una intensa presión por parte de Israel para obtener la intervención de Trump. No obstante, la propuesta fue recogida y presentada nuevamente por Nueva Zelanda, Venezuela, Malasia y Senegal el 23 de diciembre, la cual fue sometida a votación y aprobada por 14 votos a 0. Todos los miembros del Consejo de Seguridad votaron a favor excepto Estados Unidos que se abstuvo. La embajadora de Estados Unidos ante la ONU en funciones, Samantha Power, explicó la abstención en la votación de la resolución contra Israel al asegurar que "Estados Unidos no está de acuerdo con todas las palabras que están en la medida", aunque recalcó que el texto "refleja los hechos que están sucediendo en el terreno".

## Reacciones

### En Israel
La resolución causó controversia en Israel, cuyo gobierno la rechazó tajantemente calificándola de vergonzosa y antiisraelí, asegurando además que no cumplirá sus términos. Asimismo, el gobierno israelí acusó al presidente en funciones Obama de estar detrás de su aprobación señalando que "la administración Obama no solo ha fracasado en proteger a Israel contra esta conspiración en la ONU, sino que se ha confabulado con ella entre bastidores". Posteriormente, el gobierno israelí anunció que suspendería temporalmente los contactos con los países que votaron a favor de la resolución.

### En Palestina
Por su parte, el Presidente de Palestina Mahmud Abbas mostró su complacencia con la aprobación de la resolución asegurando que "es una bofetada a la política israelí. Es una condena internacional absoluta, unánime, de los asentamientos y un voto de apoyo a la solución de dos estados",  agregando que “creemos y esperamos que la resolución de la ONU sirva de base a Israel y al mundo entero para comenzar las negociaciones. No deberían rechazar la legitimidad internacional que fue claramente mencionada en esta resolución”.

## Texto
- Wikisource contiene documentos digitalizados sobre: Resolución 2334 del Consejo de Seguridad de las Naciones Unidas.